# 国際平和ビューロー

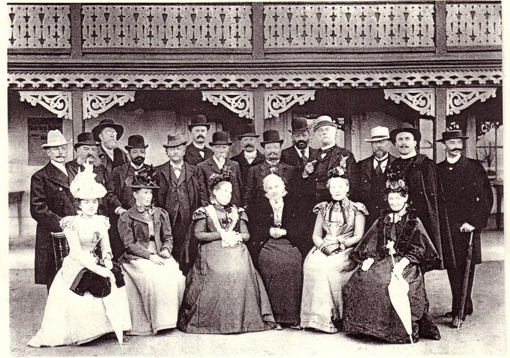
ベルンでの会議、1899年。

国際平和ビューロー（こくさいへいわビューロー、フランス語: Bureau international de la paix；BIP 英語: International Peace Bureau ; IPB）は、ドイツ・ベルリンに本部を置き、国際的に活動する平和団体、非政府組織（NGO）である。国際平和局。

## 概説
1890年に提案され、1891年にイタリア・ローマで開催された第3回国際平和会議での決定を経て、同年12月1日スイス・ベルンに Bureau international permanent de la paix （常設国際平和局；常設国際平和ビューロー）が設立された。シャルル・ゴバらとともに設立運動を推進してきたエリー・デュコマンが初代事務局長に就任。1895年のフランスによるマダガスカルの植民地化（マダガスカル紛争）の際に調停を申し出たり、1899年の第二次ボーア戦争に際してはイギリスのビクトリア女王とトランスヴァール共和国のクリューガー大統領に停戦勧告電報を打つなど、積極的な活動を行う。1910年にはノーベル平和賞を受賞。
しかし第一次世界大戦後の国際連盟、第二次世界大戦後の国際連合の発足によって次第に存在意義が薄れたため、1959年には新たに設立された平和機関国際連絡委員会に継承され、すでに1924年にジュネーヴに移されていた事務局は Bureau international de la paix （国際平和ビューロー）と命名された。現在、その理事会メンバーにはノーベル平和賞の推薦権が付与されている。
1960年代からはベトナム戦争反対など市民運動を展開した。
1901年から1982年にかけてのノーベル平和賞受賞者のうち、13人が国際平和ビューローメンバーであった。
1992年、ショーン・マクブライド平和賞を設けた。
2008年1月、同年のノーベル平和賞候補として平和市長会議、広島市長秋葉忠利、長崎市長田上富久を3者連名で推薦した。2010年1月、同年のノーベル平和賞候補として日本原水爆被害者団体協議会（日本被団協）を推薦した。
2012年11月5日、ノーベル財団に対し、同年の平和賞を欧州連合（EU）に授与することを決めたのは創始者アルフレッド・ノーベルの遺志に反する、軍縮や平和の提唱に貢献したものに与えられるべきであって、各地の紛争に関与してきたEUの活動とは相反する、等と異議を唱える公開書簡を送った。
日本の加入団体は、原水爆禁止日本国民会議（原水禁）、原水爆禁止日本協議会（原水協）、日本原水爆被害者団体協議会（被団協）、特定非営利活動法人ピースデポ、平和事務所の4つである。

## ショーン・マクブライド平和賞受賞者
| - 1992年 マイケル・D・ヒギンズ - 1993年 en:Motarilavoa Hilda Lini - 1994年 モルデハイ・ヴァヌヌ - 1995年 ロシア兵士の母の委員会連合 - 1996年 bs:Selim Bešlagić - 1997年 en:Seeds of hopeグループ - 1998年 ジョン・ヒューム - 1999年 de:Barbara Gladysch - 2000年 en:Praful Bidwai、Achin Vanaik - 2001年 en:Rosalie Bertell - 2002年 バーバラ・リー - 2003年 日本原水爆被害者団体協議会 - 2004年 en:Geneva Initiative (2003) - 2005年 受賞者なし | - 2006年 秋葉忠利、伊藤一長（平和市長会議） - 2007年 ジャヤンタ・ダナパラ - 2008年 Jackie Cabasso - 2009年 en:Betty Reardon - 2010年 en:Binalakshmi Nepram - 2011年 en:Hanaa Edwar、Peter Becker - 2012年 en:Lina Ben Mhenni、ナワル・エル・サーダウィ - 2013年 チェルシー・マニング - 2014年 マーシャル諸島の国民と政府 - 2015年 ランペドゥーザ島と済州島の、住民と共同体 - 2016年 Colin Archer - 2017年 オール沖縄会議、ノーム・チョムスキー、ジェレミー・コービン |